# Unormale Zeeman-effekt
Den unormale Zeeman-effekt er effekten når lyset af en spektrallinje er opdelt i fire frem for to som den er i den normale Zeeman-effekt.
Da man søgte forklaringen på den unormale Zeeman-effekt fandt man det fjerde kvantetal, spin, som inden for kvantemekanik en særlig form for indre impulsmoment af en partikel, for eksempel en elementarpartikel, en atomkerne eller endda et helt atom.
| Astronomi | Spire Denne artikel om astronomi er en spire som bør udbygges. Du er velkommen til at hjælpe Wikipedia ved at udvide den. |